# Актаське нафтове родовище
Актаське (Мисове) нафтове родовище — належить до Індоло-Кубанської нафтогазоносної області Південного нафтогазоносногу регіону України.

## Загальний опис
Розташоване в північно-західній частині Керченського півострова за 20 км від смт Леніне.
Знаходиться в межах приосьової зони Індоло-Кубанського прогину. Пастка приурочена до майже симетричної брахіантикліналі субширотного простягання. Перший приплив нафти одержано в 1980 р. з караганських відкладів в інтервалі 399—408 м. Продуктивні органогенні, органогенно-детритові та оолітові піскуваті вапняки. Колектори порово-кавернозного типу.
Поклад пластовий, склепінчастий, тектонічно екранований. Режим покладу водо- і газонапірний. ВНК на глибині — 443,1 м; ГНК — 301,4 м. Запаси початкові видобувні категорій А+В+С1 — 582 тис.т. нафти. Густина дегазованої нафти 909,5 кг/м³.

## Історія
Історія геологічного вивчення площі складна і довготривала, роботи то припинялись, то відновлювались. Вперше Актаське (Мисове) підняття виявлено в 1928 р. Архангельським А. Д. за результатами геологічної зйомки Керченського півострова. Промисловий приплив нафти в межах об'єкта дослідження одержано в 1951 році. В наступні роки за результатами випробування свердловин виявлено та оконтурено 13 покладів нафти і газу. Родовище прийнято на Державний баланс у 1951 р.
В пробній експлуатації з терміном до кількох місяців перебувало три свердловини (3М, 4А, 7А). З 1996 року родовище введено в дослідно-промислову розробку (ДПР) товариством з обмеженою відповідальністю «КримТехасНафта» на основі